# Roman Dolidze
Roman Dolidze (Batumi, Georgia; 15 de julio de 1988) es un artista marcial mixto georgiano que actualmente compite en la división de peso mediano de Ultimate Fighting Championship (UFC). Siendo un competidor profesional desde 2016, Dolidze fue campeón del World Warriors Fight Championship (WWFC), Campeón de ADCC Asia & Oceanía y Campeón Mundial de Grappling FILA. Desde el 18 de marzo de 2025, está en la posición #8 del ranking de peso mediano de UFC.

## Primeros años
Dolidze nació el 15 de julio de 1988 en Batumi (Georgia). Dolidze jugó al fútbol durante ocho años, los tres últimos como portero profesional. A los 20 años se trasladó a Ucrania para estudiar y empezó a entrenar sambo, jiu-jitsu brasileño y, finalmente, grappling. Llegó a convertirse en el Campeón Mundial de Grappling y en el Campeón Europeo de Grappling bajo las reglas de la United World Wrestling, además de convertirse en el Campeón de Asia y Oceanía de la ADCC en 99kg (218 libras) en 2016. Esto le valió una plaza en el prestigioso Torneo Mundial de la ADCC en 2017, aunque fue derrotado en la primera ronda. A los 28 años, comenzó a entrenar en MMA.

## Carrera de artes marciales mixtas

### Carrera temprana
Dolidze hizo su debut en las MMA en 2016, donde luchó fuera de Odesa, Ucrania. Después de ganar su pelea de debut contra Alexander Kovbel, Dolidze pasaría a acumular un récord de 4-0 en el circuito ucraniano, antes de que se le diera la oportunidad de luchar contra Eder de Souza por el vacante Campeonato de Peso Semipesado de WWFC. Ganó el combate por nocaut en el segundo asalto. Estaba previsto que defendiera su título contra Michał Pasternak en WWFC 13. Ganó el combate por nocaut en el tercer asalto.

### Ultimate Fighting Championship

#### 2020
Dolidze firmó con UFC, pero antes de debutar dio positivo por clomifeno y sus metabolitos M1 y M2, así como por un metabolito a largo plazo de la dehidroclormetiltestosterona (DHCMT), como resultado de una muestra de orina fuera de competición recogida el 12 de marzo de 2019. Fue suspendido por un año debido a esta violación y fue elegible para pelear en el 12 de marzo de 2020.
El 3 de septiembre de 2020, Dolidze junto con Ryan Benoit, recibieron licencias temporales después de audiencias especiales por parte de la Comisión Atlética del Estado de Nevada después de que tuvieran problemas recurrentes con el metabolito a largo plazo de Turinabol pulsando en su sistema en cantidades traza, mucho tiempo después de la ingestión. Tanto Benoit como Dolidze ya han sido suspendidos por la USADA, el socio antidopaje de la UFC. Ninguno de los dos se enfrentaba a una infracción en Nevada, pero la UFC quería adelantarse a un posible problema. Esto ocurrió después de que la USADA añadiera un umbral para la presencia del metabolito M3 de la DHCMT. Si el resultado de un análisis está por debajo de los 100 picogramos por mililitro de la sustancia, ya no se considera una infracción, sino un hallazgo atípico, siempre que no haya pruebas de una nueva ingesta o de efectos de mejora del rendimiento. Benoit y Dolidze recibieron licencias temporales para competir a partir del 1 de diciembre tras un periodo de seis meses de pruebas bimensuales por parte de la USADA.
La pelea entre Dolidze y Khadis Ibragimov estaba programada inicialmente para el evento inaugural de la promoción en Kazajistán previsto un mes antes. Sin embargo, la pelea se pospuso después de que la cartelera se trasladara a Las Vegas debido a las restricciones de viaje para ambos participantes relacionadas con la pandemia del COVID-19. La pelea finalmente se llevó a cabo el 19 de julio de 2020, en UFC Fight Night 172. Ganó la pelea por TKO en el primer asalto.
Dolidze enfrentó a John Allan el 5 de diciembre de 2020, en UFC on ESPN 19. Ganó la pelea por decisión dividida. 19 de 19 medios especializados le dieron la pelea a 30-27 para Dolidze.

#### 2021
Dolidze, reemplazando a Dricus du Plessis, enfrentó a Trevin Giles en su debut en peso medio el 20 de marzo de 2021, en UFC on ESPN 21. Perdió la pelea por decisión unánime.
Dolidze estaba programado para enfrentar a Alessio Di Chirico el 5 de junio de 2021, en UFC Fight Night 189. Sin embargo, Di Chirico se retiró de la pelea a mediados de mayo por una lesión y fue reemplazado por Laureano Staropoli. Ganó la pelea por decisión unánime.
Dolidze estaba programado para enfrentar a Eryk Anders el 13 de noviembre de 2021, en UFC Fight Night 197. Sin embargo, Anders fue retirado de la pelea por razones no reveladas, y fue reemplazado por Kyle Daukaus.
Dolidze estaba programado para enfrentar a Brendan Allen, reemplazando a Brad Tavares el 4 de diciembre de 2021, en UFC on ESPN 31. Sin embargo, Dolidze fue obligado a retirarse de la pelea por complicaciones en su recuperación del COVID-19 y fue reemplzado por Chris Curtis.

#### 2022
Dolidze fue reprogramado para enfrentar a Kyle Daukaus el 18 de junio de 2022, en UFC on ESPN 37. Ganó la pelea por KO en el primer asalto. Esta victoria lo hizo merecedor de su primer premio de Actuación de la Noche.
Dolidze enfrentó a Phil Hawes el 29 de octubre de 2022, en UFC Fight Night 213. Ganó la pelea por KO en el primer asalto. Esta victoria lo hizo merecedor de su segundo premio de Actuación de la Noche.
Dolidze, reemplazando a un lesionado Derek Brunson, enfrentó a Jack Hermansson el 3 de diciembre de 2022, en UFC on ESPN 42. Ganó la pelea por TKO en el segundo asalto. Esta victoria lo hizo merecedor de su tercer premio de Actuación de la Noche.

#### 2023
Dolidze enfrentó a Marvin Vettori el 18 de marzo de 2023, en UFC 286. Perdió la pelea por decisión unánime.
Dolidze estaba programado para enfrentar a Derek Brunson el 11 de noviembre de 2023, en UFC 295. Sin embargo, Brunson anunció el 14 de septiembre que había terminado su contrato con UFC, y la pelea fue cancelada.
Dolidze estaba programado para enfrentar a Jared Cannonier el 2 de diciembre de 2023, en UFC on ESPN 52. Sin embargo, Cannonier sufrió un desgarro de ligamento colateral tibial en octubre al entrenar y la pelea fue cancelada.

#### 2024
Dolidze enfrentó a Nassourdine Imavov el 3 de febrero de 2024, en UFC Fight Night 235. Perdió la pelea por decisión mayoritaria.
Dolidze está programado para enfrentar a Anthony Hernandez el 1 de junio de 2024, en UFC 302. Sin embargo, Hernandez fue obligado a retirarse del a pelea por una rotura de ligamento en su mano y la pelea fue cancelada.
Dolidze estaba programado para que se enfrentara a Michel Pereira el 8 de junio de 2024 en UFC on ESPN 57. Sin embargo, Pereira afirmó que nunca firmó ningún contrato para la pelea y la pelea no se materializó.
Dolidze, con poca antelación y como reemplazo de Carlos Ulberg, enfrentó a Anthony Smith en una pelea de peso semipesado el 29 de junio de 2024 en UFC 303. Ganó la pelea por decisión unánime.
Reemplazando a un lesionado Chris Curtis, Dolidze enfrentó a Kevin Holland el 5 de octubre de 2024, en UFC 307. Ganó la pelea por TKO en el primer asalto. 

## Campeonatos y logros

### Artes marciales mixtas
- Ultimate Fighting Championship 
  - Actuación de la Noche (Tres veces) vs. Kyle Daukaus, Phil Hawes y Jack Hermansson[30][33][36]

- World Warriors Fight Championship
  - Campeonato de Peso Semipesado de WWFC[51]
    - Una defensa titular exitosa

### Grappling
- Campeonato de Asia y Oceanía de la ACDC
  - 2016 ADCC Asia trials  (99kg)[51]
- Campeón Mundial de Grappling FILA [51]

## Récord en artes marciales mixtas
| Récord profesional | Récord profesional | Récord profesional |
| 18 peleas          | 15 victorias       | 3 derrotas         |
| ------------------ | ------------------ | ------------------ |
| Nocaut             | 8                  | 0                  |
| Sumisión           | 3                  | 0                  |
| Decisión           | 4                  | 3                  |

| Resultado | Récord | Oponente           | Método                      | Evento                                      | Fecha                   | Ronda | Tiempo | Localización         | Notas                                                                                 |
| --------- | ------ | ------------------ | --------------------------- | ------------------------------------------- | ----------------------- | ----- | ------ | -------------------- | ------------------------------------------------------------------------------------- |
| Victoria  | 15—3   | Marvin Vettori     | Decisión (unánime)          | UFC Fight Night: Vettori vs. Dolidze 2      | 15 de marzo de 2025     | 5     | 5:00   | Las Vegas, Nevada    |                                                                                       |
| Victoria  | 14–3   | Kevin Holland      | TKO (parada médica)         | UFC 307                                     | 5 de octubre de 2024    | 1     | 5:00   | Salt Lake City, Utah |                                                                                       |
| Victoria  | 13–3   | Anthony Smith      | Decisión (unánime)          | UFC 303                                     | 29 de junio de 2024     | 3     | 5:00   | Las Vegas, Nevada    | Pelea de peso semipesado.                                                             |
| Derrota   | 12–3   | Nassourdine Imavov | Decisión (mayoritaria)      | UFC Fight Night: Dolidze vs. Imavov         | 3 de febrero de 2024    | 5     | 5:00   | Las Vegas, Nevada    | A Imavov se le descontó un punto en el cuarta asalto por una patada de fútbol ilegal. |
| Derrota   | 12–2   | Marvin Vettori     | Decisión (unánime)          | UFC 286                                     | 18 de marzo de 2023     | 3     | 5:00   | Londres, Inglaterra  |                                                                                       |
| Victoria  | 12–1   | Jack Hermansson    | TKO (golpes)                | UFC on ESPN: Thompson vs. Holland           | 3 de diciembre de 2022  | 2     | 4:06   | Orlando, Florida     | Actuación de la Noche.                                                                |
| Victoria  | 11–1   | Phil Hawes         | KO (golpes)                 | UFC Fight Night: Kattar vs. Allen           | 29 de octubre de 2022   | 1     | 4:09   | Las Vegas, Nevada    | Actuación de la Noche.                                                                |
| Victoria  | 10–1   | Kyle Daukaus       | KO (rodillazo y golpes)     | UFC on ESPN: Kattar vs. Emmett              | 18 de junio de 2022     | 1     | 1:13   | Austin, Texas        | Actuación de la Noche.                                                                |
| Victoria  | 9–1    | Laureano Staropoli | Decisión (unánime)          | UFC Fight Night: Rozenstruik vs. Sakai      | 5 de junio de 2021      | 3     | 5:00   | Las Vegas, Nevada    |                                                                                       |
| Derrota   | 8–1    | Trevin Giles       | Decisión (unánime)          | UFC on ESPN: Brunson vs. Holland            | 20 de marzo de 2021     | 3     | 5:00   | Las Vegas, Nevada    | Debut en peso mediano.                                                                |
| Victoria  | 8–0    | John Allan         | Decisión (dividida)         | UFC on ESPN: Hermansson vs. Vettori         | 5 de diciembre de 2020  | 3     | 5:00   | Las Vegas, Nevada    |                                                                                       |
| Victoria  | 7–0    | Khadis Ibragimov   | TKO (rodillazo y golpes)    | UFC Fight Night: Figueiredo vs. Benavidez 2 | 19 de julio de 2020     | 1     | 4:15   | Abu Dhabi            |                                                                                       |
| Victoria  | 6–0    | Michał Pasternak   | KO (puñetazo)               | WWFC 13                                     | 18 de diciembre de 2018 | 3     | 3:00   | Kiev                 | Defendió el Campeonato de Peso Semipesado de WWFC.                                    |
| Victoria  | 5–0    | Eder de Souza      | KO (puñetazo)               | WWFC 11                                     | 16 de junio de 2018     | 2     | 3:36   | Kiev                 | Ganó el Campeonato Vacante de Peso Semipesado de WWFC.                                |
| Victoria  | 4–0    | Amirali Zhoroev    | TKO (golpes)                | WWFC 9                                      | 14 de diciembre de 2017 | 1     | 3:34   | Kiev                 |                                                                                       |
| Victoria  | 3–0    | Ilyas Abdulaev     | Sumisión (rear-naked choke) | WWFC 7                                      | 14 de junio de 2017     | 1     | 1:21   | Kiev                 |                                                                                       |
| Victoria  | 2–0    | Rémi Delcampe      | Sumisión (heel hook)        | WWFC: Cage Encounter 6                      | 29 de marzo de 2017     | 1     | 0:56   | Kiev                 | Debut en peso semipesado.                                                             |
| Victoria  | 1–0    | Alexander Kovbel   | Sumisión (heel hook)        | RFP 53: West Fight 23                       | 9 de diciembre de 2016  | 1     | 0:42   | Odesa                | Debut en peso pesado.                                                                 |